# Ionizzazione per scambio di carica simmetrico
La ionizzazione per scambio di carica o ionizzazione per trasferimento di carica è una reazione in fase gas tra uno ione e un atomo o molecola in cui la carica dello ione viene trasferita alla carica neutra.
Per esempio:
{\displaystyle A^{+}+B\to A+B^{+}}.
Parlando di ionizzazione per scambio di carica o ionizzazione per trasferimento di carica ci si riferisce di solito allo scambio simmetrico.